# Josnes
Josnes – miejscowość i gmina we Francji, w Regionie Centralnym, w departamencie Loir-et-Cher.
Według danych na rok 1990 gminę zamieszkiwało 775 osób, a gęstość zaludnienia wynosiła 38 osób/km² (wśród 1842 gmin Centre, Josnes plasuje się na 502. miejscu pod względem liczby ludności, natomiast pod względem powierzchni na miejscu 647.).